# 메이저술꼬리쥐
메이저술꼬리쥐(Eliurus majori)는 붉은숲쥐과에 속하는 설치류의 일종이다. 마다가스카르섬에서만 발견된다. 자연 서식지는 아열대 또는 열대 기후 지역의 건조림이다. 서식지 감소로 위협을 받고 있다. 학명과 일반명은 스위스 동물학자 메이저(C. I. Forsyth Major)의 이름에서 유래했다.